# 一橋大学アウティング事件
一橋大学アウティング事件（ひとつばしだいがくアウティングじけん）とは、2015年4月に一橋大学法科大学院において、ゲイの学生から好意を抱かれ同性愛による恋愛感情を告白された異性愛の男性が、告白後のゲイの学生による「普通の友人以上」の言動に悩んだ末、その学生を避けるため理由は言えないまま共通の友人も避ける状況と精神状態に追い込まれ、最終的に共通友人間のLINEグループでのメッセージで、その学生が同性愛者であることを知らせた（アウティング）ことを契機に、ゲイの男性も心身に変調をきたして転落死したとされる事件。

## 概要
翌2016年に死亡した学生の遺族が、告白を受けた男子学生と両者の所属する一橋大学に責任があると追及し、損害賠償を求める民事訴訟を起こしたことから、広く報道されるようになった。同性愛者に好意を寄せられ、告白された異性愛者側の最善の方法・対応を含む、日本におけるLGBT問題を語る上で、その転機の一つとなったことで知られる。告白を受けた男子学生は、同性愛者学生から恋愛感情を向けられたことを契機に、自分自身に対し「同性愛に対する偏見があるのではないか」「同性愛者への差別はダメと考えつつも、いざ同性愛者から恋愛感情を向けられると、相手を避けてしまった」と自問し、その感情に苦しんだと述べ、接触を避けることによって友人たちとも距離を置くこととなり、そうするようになった理由を友人に明かせないことによる孤独感に苛まれたと明かしている。
「院生転落死訴訟」、一橋大学ロースクールでのアウティング転落事件」などとして言及されることもある。

### 告白後の執着と孤立
2015年4月に一橋大学法科大学院の男子学生Aが、同級の男子学生Bに対し、LINEを介して「好きだ。付き合いたい」などとメッセージを送って恋愛感情を告白したところ、Bは「付き合うことはできないが、これからも良い友達でいたい」などと応答した。しかし、交際を断った後も、男子学生AのBに対する連絡や言動は、Bからすると「普通の友人以上」と受け取れるものであった（後述）。そして、Bはその後もAに対し当たり障りのない拒否を続けたが、次第にAを避けるために2人の事情を知らない同級の共通友人らとも距離を置くようになり、精神的に不安定になり不眠症になっていった。

### 共通の友人LINEグループでの「暴露」
Bは同級生で共通の友人たちが見ているLINEグループに、「お前がゲイであることを隠しておくのムリだ。ごめん（Aの実名）」と投稿し、Aが同性愛者であることを友人らに知らせた。このLINEグループには同級生10名ほどが参加していたとされ、結果的に既に知っていた3名を除く、7名に対してAが同性愛者であることが知られたとされる。
なお、訴訟の原告代理人弁護士である南和行は、BがLINEでのアウティング以前にも、3名の同級生にAが同性愛者であることを暴露していた、とも述べている。これには、告白のラインメッセージを受け取ったBが、返事の前に共通の友人である同級生女性に他言しないことを約束した上で、「Aから告白された」と伝え、「告白が事実なら、友人としては好きだというような返事をするしかない」とアドバイスを受けた際のやり取り、告白以前からAの言動を背景にAを「ゲイ」とからかっていた同級生男性に「Aに告白された」と伝えた2件は判明している。Bは告白への返事の翌日にこの同級生男性にAに告白されたことを伝えた理由について、Aは本当にゲイであるので、ゲイとからかうことを止めさせるためだったと主張している。

### パニック発作による転落事故死
その後、Aは授業でBと同席すると吐き気や動悸が生じるといったパニック障害の発作を起こすなど、心身に変調をきたすようになった。7月以降、Aは心療内科を受診し、不安神経症と診断される。この間Aは法科大学院の教授や、大学のハラスメント相談室に相談をしており、大学はAの状態を把握していたが、クラス替えなど特段の対策は取らなかった。
8月24日に行われていた必修の「模擬裁判」の授業中、Aはパニック発作を起こし、大学の保健センターで投薬などの処置を受けたものの、午後3時頃、大学構内のマーキュリータワー6階ベランダから転落して死亡した。

## 裁判
Aの両親は、Bと大学の責任を追及して300万円の損害賠償を求める民事訴訟を起こし、2016年8月5日に東京地裁で第1回の口頭弁論が開かれた。8月20日に一橋大学の校門前で大学関係者や性的少数者らによる追悼集会が開催された。なお、この追悼集会の開催に対しては、北海道大学大学院法学研究科の吉田広志教授が「この人たちは同大で自殺者が出るたびに追悼式をやっているのか」「A君がヘテロセクシャルでも追悼式は行われたのだろうか」と疑問を呈した。

### Bとの裁判・和解成立
Bの主張
裁判の中でBは、交際を断ったにもかかわらず、以降もAが「普通の友人以上」に連絡などをしてくることが「全く理解できず、大変困惑し、精神的に不安定になり夜眠れなくなっていった」「自身がAを避けるために自身が告白されたことを知らない友人たちと距離を置くことになった」としている。BはAを回避するために、共通の友人とも距離を置くことになり、その理由を友人たちに話すこともできない状況になったことで精神的に追い詰められ、これを回避するには共通の友人らに理由を暴露するしか手段がなかった、大学の対応は適切だったと主張した。そしてBは裁判資料として、Aから告白を受けた前後からLINEグループでの暴露に至るまでの経緯の答弁書を提出した。
答弁書による告白前後からグループLINEでの暴露までの経緯
- 2015年3月下旬、BはAがLINEで旅行先や桜の写真を自分に送ってくる事を不可解に思っていた。またAから「おれの事が嫌いになった？」などのLINEメッセージを送られて混乱した。
- 4月2日、Bが大学の研究室で勉強していた所にAがやってきて「おれの事で何か悪い点があったとしても、色々言われるのはつらいから何も言わないで欲しい」と泣き出した。Bは「わかった」と答えて立ち去った。この事から、BはAとできるだけ接点を持たないようにしようと思っていた。
- 翌4月3日にLINEで告白を受ける。- Bは告白を「おう。マジか。正直言うと、びっくりしたわ。Aのことはいい奴だと思うけど、そういう対象としては見れない。付き合うことはできないけど、これからもよき友達でいて欲しい。これがおれの返事だわ」と断り、「よき友人でいて」とAに伝えた[8]。
- しかし、その後のAは、B目線で「普通の友人以上」に接触してきて、食事や遊びに行こうと連絡してきた。（授業に来なかったら起こしてくれとモーニングコールを頼んでくる、評判がいいという12個の法律事務所のリストを送ってくる、口頭やLINEで食事に誘ってくる、他の友人と一緒にハイキングに行こうと誘ってくる、別の友人と食事に行く話をしていたら誘ってもいないのについてくる、他の友人と講演会参加の話をしていたら自分も行くと言い出す、など[8]。）
- BはAを傷付けないように、当たり障りのない返事でAの誘いを断るようにしていた。それでも授業のプレゼン準備中に、Bに親しげに話しかけて腕や肩に触れてくる、「今日香水強いかな」と言ってくるなどのAの行為は、Bにとって問題だった。5月下旬にはAから学校のラウンジで話しかけられ、「うん」「そう」など当たり障りない返事をしていた。その最中、Aは頭を抱えて「うあー」と声を出した。そして、Bの腕のあたりに触れてきたので、Aに「触るな」と告げた。
- 以降から、BはAを避けるために他の友人とも距離を置くことになり、その理由を友人達に話すこともできない状況になる。
- 翌6月24日、AB以外の7人を含む9人のクラスメイトLINEグループへの「隠しておくのはムリだ」というBの投稿に至る。

2018年6月に、一橋大学との裁判は継続(2020年1月に結審)としたものの、同年1月15日付で遺族とBの間で和解が成立したことが公にされた。和解の具体的な内容は、口外禁止条項により明らかにされていない。

### 一橋大学との裁判・遺族敗訴
遺族側は、Aがアウティングの被害を申請した後、大学側がクラス替えなど適切な対応を取らなかったと主張し、結審時点で約8,600万円の損害賠償を請求していた。一方、大学側はAの転落死は突発的なものであり予見できず、対応に落ち度はなかったと主張した。
裁判は2018年10月31日に結審した。2019年2月27日、東京地裁（鈴木正紀裁判長）は遺族側の訴えを棄却した。判決は、Aの転落死は予見できず、大学側の対応が安全配慮義務に違反するものとは言えないとの見解を示した。一方、遺族側の弁護士は、アウティングという行為自体の重大性について判決が触れなかったことに遺憾の意を表し、控訴した。
2020年11月25日、東京高裁（村上正敏裁判長）は、一審の東京地裁に続き遺族側の請求を棄却した。しかしながら判決理由の中で、アウティングについて「人格権ないしプライバシー権などを著しく侵害するものであり、許されない行為であることは明らか」と言及したため、アウティングの違法性に言及した日本初の判決と見られる。

## 国立市の条例制定
上記の裁判が行われる中、2018年4月には、一橋大学が所在する国立市が、日本初となる「アウティング禁止」を盛り込んだ条例を施行した。